# Amígdala tubàrica
L'amígdala tubárica o amígdala de Gerlach és una de les quatre amígdales que constitueixen l'Anell de Waldeyer, el qual també inclou les amígdales palatines, les amígdales faríngiques, o carnots i les amígdales linguals.
L'amígdala tubàrica es troba molt propera al torus tubarius, amb localització posterior a l'obertura de la trompa de Eustaqui, a la paret lateral de la nasofaringe.

## Patologia
Molt rarament, anys després d'una adenoamigdalectomia es pot produir una recidiva de la síndrome de l'apnea obstructiva del son causada per la progressiva hipertròfia vicariant d'aquesta estructura limfoide.